# 726 (numero)
Settecentoventisei (726) è il numero naturale dopo il 725 e prima del 727.

## Proprietà matematiche
- È un numero pari.
- È un numero composto da 12 divisori: 1, 2, 3, 6, 11, 22, 33, 66, 121, 242, 363, 726. Poiché la somma dei suoi divisori (escluso il numero stesso) è 870 > 726, è un numero difettivo.
- È un numero semiperfetto in quanto pari alla somma di alcuni (o tutti) i suoi divisori.
- È un numero intoccabile.
- È un numero congruente.
- È un numero palindromo nel sistema di numerazione posizionale a base 25 (141) e a base 32 (MM). In quest'ultima base è altresì un numero a cifra ripetuta.
- È parte delle terne pitagoriche  (726, 968, 1210), (726, 1232, 1430), (726, 3960, 4026), (726, 11968, 11990), (726, 14632, 14650), (726, 43920, 43926), (726, 131768, 131770).
- È un numero malvagio.

## Astronomia
- 726 Joëlla è un asteroide della fascia principale del sistema solare.
- NGC 726 è una galassia irregolare della costellazione della Balena.

## Astronautica
- Cosmos 726 è un satellite artificiale russo.